# Serge Rousselle
Serge Rousselle est un homme politique canadien, il est élu à l'Assemblée législative du Nouveau-Brunswick lors de l'élection provinciale de 2014 Il représente la circonscription de Tracadie-Sheila en tant qu'un membre de l'Association libérale du Nouveau-Brunswick.